# Districtul Phipun
Phipun (în thailandeză พิปูน) este un district (Amphoe) din provincia Nakhon Si Thammarat, Thailanda, cu o populație de 27.578 de locuitori și o suprafață de 363,8 km².

## Componență
Districtul este subdivizat în 5 subdistricte (tambon), care sunt subdivizate în 43 de sate (muban).
| Nr. | Nume        | În thailandeză | Sate | Locuitori |  |
| --- | ----------- | -------------- | ---- | --------- |  |
| 1.  | Phipun      | พิปูน            | 7    | 5,103     |  |
| 2.  | Kathun      | กะทูน           | 9    | 5,398     |  |
| 3.  | Khao Phra   | เขาพระ         | 12   | 7,557     |  |
| 4.  | Yang Khom   | ยางค้อม         | 9    | 5,507     |  |
| 5.  | Khuan Klang | ควนกลาง        | 6    | 4,013     |  |

|| 
|}